# Matthias Kobena Nketsiah
Mons. Matthias Kobena Nketsiah (* 14. dubna 1942 Kakomdo) je ghanský katolický duchovní, arcibiskup.

## Život
Narodil se 14. dubna 1942 v Kakomdu. Studoval v Semináři minor Svaté Terezie v Amisanu a pokračoval ve studiích filosofie a teologie v Semináři major Svatého Petra (Pedu). Na kněze byl vysvěcen dne 19. července 1970 Peterem Kwasi Sarpongem v Katedrále svatého Františka Saleského. Působil jako farní vikář ve farnosti Svatého Antonína (Agona Swedru) a učitel v Semináři minor Svaté Terezie. Dále pokračoval ve studiích kanonického práva v Římě na Papežské univerzitě Urbaniana (1975-1979). Byl lektorem kanonického práva v Semináři major Svatého Petra. Roku 1981 se stal biskupským vikářem. Dále působil jako kněz farnosti Svatého Michaela, soudce a soudní vikář v diecézním tribunálu, generální vikář arcidiecéze Cape Coast, kněz farnosti Neposkvrněného početí a Svatého Jana Křtitele.
Dne 24. listopadu 2006 byl jmenován pomocným biskupem arcidiecéze Cape Coast a titulárním biskupem Abaradirským. Na biskupa byl vysvěcen 3. února 2007 Peterem Kwasi Sarpongem, spolusvětiteli byli Gabriel Charles Palmer-Buckle a Lucas Abadamloora. Tuto funkci vykonával do 31. května 2010, kdy byl ustanoven metropolitním arcibiskupem této arcidiecéze. V současné době působí také jako apoštolský administrátor diecéze Sekondi–Takoradi.